# HD 108541
HD 108541, po Bayerjevem poimenovanju znana tudi kot u Kentavra, je zvezda, ki se nahaja v ozvezdju Kentavra, znana je tudi kot HR 4748. Navidezna magnituda zvezde je okoli 5,4, kar pomeni, da je s prostim očesom vidna le v izjemno dobrih opazovalnih pogojih. Oddaljena je okoli 440 svetlobnih let (140 parsekov), kar so astronomi izmerili s pomočjo njene paralakse in astrometričnega satelita Hipparcos. Spektralni tip zvezde HD 108541 je B8/9V, kar pomeni da je zvezda glavne veje v poznem stanju. Takšne zvezde se nekajkrat masivnejše od Sonca, imajo pa efektivno temperaturo približno od 10 000 do 30 000 K. HD 108541 je samo 3-krat masivnejša od Sonca, površinska temperatura pa ji znaša okoli 11 000 K.